# マルコ・テラッツィーノ
マルコ・テラッツィーノ（Marco Terrazzino 、1991年4月15日 - ）は、ドイツ・バーデン＝ヴュルテンベルク州マンハイム出身のプロサッカー選手。エクストラクラサ・レヒア・グダニスク所属。ポジションはフォワード。
イタリアにルーツを持つ。

## 経歴
2007年7月、TSG1899ホッフェンハイムの下部組織に入団。2009年1月にブンデスリーガ初出場。この年のフリッツ・ヴァルター・メダルU-18部門で金メダルを受賞。
2011年1月、チームメイトのパスカル・グロスと共にカールスルーエSCに移籍。
2012年5月、SCフライブルクに移籍。
2014年6月、VfLボーフムに移籍。
2020年10月13日、フライブルクとの契約を解消し、SCパーダーボルン07と契約した。
2021年8月、レヒア・グダニスクに移籍。